# فوچسین
فوچسین (به انگلیسی: Fuchsine) که در انگلیسی فیوکسین تلفظ میشود، با فرمول شیمیایی C20H20N3·HCl یک ترکیب شیمیایی است. که جرم مولی آن ۳۳۷٫۸۶ گرم بر مول می‌باشد.